# یاس بنفش ایرانی
یاس بنفش ایرانی (نام علمی: Syringa × persica)، (به انگلیسی: Persian Lilac)، گونه‌ای یاس بنفش است که در اغلب نقاط معتدل جهان به ویژه در طول جاده ابریشم می‌روید.

## ویژگی‌ها
درختچه‌ای بدون کرک، به ارتفاعی تا ۲ متر و شاخه‌های نازک خمیده است. برگ‌های آن سرنیزه‌ای یا تخم‌مرغی با قاعده قلبی، نوک‌دار، به طول ۲.۵-۵ سانتی‌متر هستند. گل‌آذین پانیکول خوشه‌مانند دارد، بسیار پرگل است و خوشه‌های گل از جوانه‌های جانبی می‌روید. گل‌ها بنفش یا مایل به سفید و معطر هستند.